# جورج باسيريو
جورج باسيريو (بالفرنسية: Georges Passerieu)‏ (مواليد 18 نوفمبر 1885 - الوفاة 05 مايو 1928) كان دراج فرنسي في صنف سباق الدراجات على الطريق.

## سباقات أو مراحل فاز بها
- طواف فرنسا